# Liste der Kulturdenkmäler in Hausen (Wied)
In der Liste der Kulturdenkmäler in Hausen (Wied) sind alle Kulturdenkmäler der rheinland-pfälzischen Ortsgemeinde Hausen (Wied) einschließlich der Ortsteile Bremscheid, Frorath, Langscheid, Muscheiderhof, Sankt Josefshaus, Stopperich, Wallbachsmühle und Westerwaldklinik Waldbreitbach aufgeführt. Grundlage ist die Denkmalliste des Landes Rheinland-Pfalz (Stand: 9. Februar 2023).

## Einzeldenkmäler
| Bezeichnung    | Lage                                       | Baujahr                | Beschreibung | Bild            |
| -------------- | ------------------------------------------ | ---------------------- | --- | --------------- |
| Wohnhaus       | Bremscheid, Wallbachstraße 8 Lage          | 18. Jahrhundert        | Fachwerkhaus, teilweise massiv, 18. Jahrhundert | BW              |
| Wohnhaus       | Frorath, Hauptstraße 22 Lage               | 18. Jahrhundert        | Fachwerkhaus, teilweise massiv, 18. Jahrhundert | BW              |
| Wohnhaus       | Frorath, Hauptstraße 24 Lage               | 18. Jahrhundert        | Fachwerkhaus, wohl aus dem 18. Jahrhundert | BW              |
| Wohnhaus       | Hausen, Jakobus-Wirth-Straße 8 Lage        | 18. Jahrhundert        | Fachwerkhaus, teilweise massiv, 18. Jahrhundert | BW              |
| Wohnhaus       | Langscheid, ohne Nummer Lage               | um 1800                | Krüppelwalmdachbau, teilweise Fachwerk und verbrettert, um 1800 | BW              |
| Muscheiderhof  | Muscheiderhof, Nr. 1/3 Lage                | spätes 17. Jahrhundert | Fachwerkhaus, eventuell noch aus dem 17. Jahrhundert, Erweiterung im 18. oder 19. Jahrhundert, Krüppelwalmdach; zweites Wohnhaus: Bruchsteinbau, Krüppelwalmdach, 18. oder 19. Jahrhundert; Gesamtanlage mit Wirtschaftsgebäuden       | BW              |
| St. Josefshaus | Sankt Josefshaus, Hönninger Straße Lage    | 1891–93                | ausgedehnter, schlossartiger, neugotischer Baukomplex; viergeschossige Dreiflügelanlage, Bruchstein, 1891–93, Architekt Caspar Clemens Pickel, Düsseldorf, Erweiterung 1902–05, Architekten H. und Th. Hermann, Neuwied; Kapelle, 1905 | Fotos hochladen |
| Wohnhaus       | Sankt Josefshaus, Hönninger Straße Lage    | 1902-05                | südlich der Kirche: freistehendes Wohnhaus in neugotischen Formen, wohl aus der Zeit der Klostererweiterung (1902–05) | BW              |
| Wohnhaus       | Stopperich, Lindenweg 2/4 Lage             | um 1800                | stattliches Fachwerkhaus, um 1800, Erweiterung im 19. Jahrhundert | BW              |
| Wallbachsmühle | Wallbachsmühle Lage                        | ab 1792                | Mühle von 1931 mit zeitgleicher Mühleneinrichtung und oberschlächtigem Mühlrad, Fachwerkstallgebäude, teilweise massiv, 19. Jahrhundert, Fachwerkscheune, bezeichnet 1792, Ziegelsteinbackhaus mit Backofen, bezeichnet 1837           | BW              |
| Villa          | Westerwaldklinik Waldbreitbach, Nr. 7 Lage | 1901                   | Chefarztvilla; späthistoristischer Bau, Grauwacke, teilweise mit Zierfachwerk, 1901 | BW              |